# Arkhangelsk (tỉnh)
Arkhangelsk Oblast (tiếng Nga: Арха́нгельская о́бласть, Arkhangelskaya oblast) là một chủ thể liên bang của Nga (một tỉnh). Tỉnh này bao gồm Vùng đất Franz Josef và quần đảo Novaya Zemlya, tỉnh cũng quyền hành chính với Khu tự trị Nenets. Mũi Fligely (điểm cực bắc của Nga, châu Âu và lục địa Á-Âu) và mũi Zhelaniya (điểm cực đông của châu Âu) đều nằm trên lãnh thổ Arkhangelsk Oblast.
Bao gồm cả Nenetsia, Arkhangelsk Oblast có diện tích 587.400 km². Dân số (bao gồm Nenetsia) 1.336.539 (điều tra 2002);[7] 1.570.256 (điều tra 1989).
Arkhangelsk, với dân số 356.051 (điều tra 2002) là trung tâm hành chính của tỉnh. Trong lịch sử thì Kholmogory, Kargopol, Solvychegodsk là các trung tâm then chốt. Quần đảo Solovetsky ở biển Trắng là một di sản thế giới. Severodvinsk là một xưởng đóng tàu của Hải quân Nga. Sân bay vũ trụ Plesetsk là một trong ba sân bay vũ trụ tại Nga (hai sân bay khác là Kapustin Yar ở Astrakhan Oblast và Svobodny tại Amur Oblast).

## Hành chính

Bản đồ Hành chính tỉnh Arkhangelsk (không bao gồm đảo Novaya Zemlya, vùng đất Franz Josef và đảo Victoria)

- Arkhangelsk
- Kargopolsky
- Kholmogorsky
- Konoshsky
- Kotlassky
- Krasnoborsky
- Lensky
- Leshukonsky
- Mezensky
- Novaya Zemlya
- Nyandomsky
- Onezhsky
- Pinezhsky
- Plesetsky
- Primorsky
- Shenkursky
- Solovetsky
- Ustyansky
- Velsky
- Verkhnetoyemsky
- Vilegodsky
- Vinogradovsky

## Liên kết
- (tiếng Nga) Official website of Arkhangelsk Oblast Lưu trữ 2008-09-13 tại Wayback Machine